# Comté de Berrigan

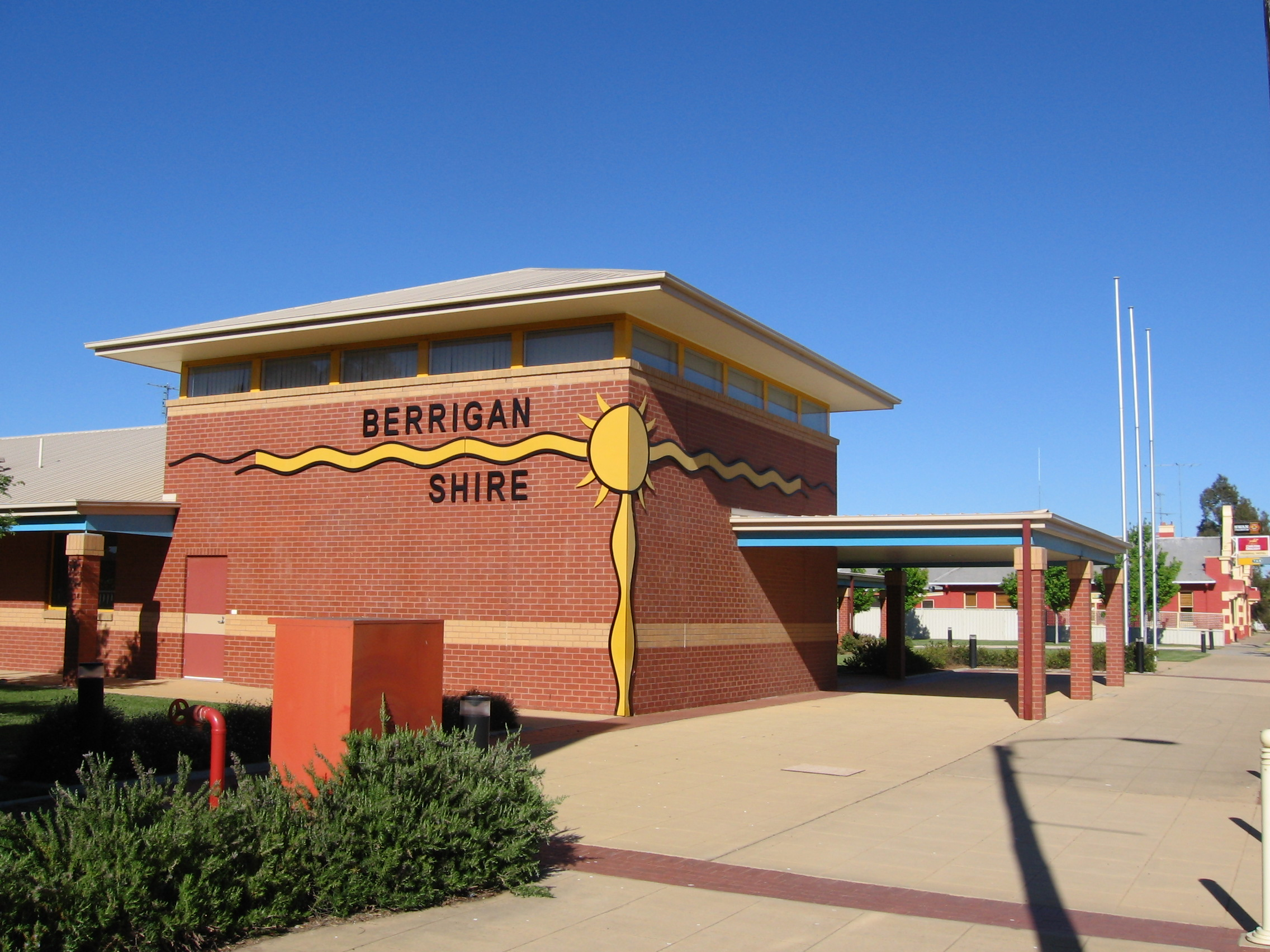
Le siège du conseil du comté de Berrigan.

Le comté de Berrigan (en anglais : Berrigan Shire) est une zone d'administration locale située dans l'État de Nouvelle-Galles du Sud en Australie.

## Géographie
Le comté s'étend sur 2 067 km2 dans la Riverina au sud de la Nouvelle-Galles du Sud. Situé en bordure du fleuve Murray, il est limitrophe de l'État de Victoria. Il est traversé par la Newell et la Riverina Highways.
Le comté comprend les villes de Berrigan, Barooga, Finley et Tocumwal.
La plus grande partie du comté est irriguée et on y élève des moutons et des bovins.

## Démographie
| 2001  | 2006  | 2011  | 2016  | 2021  |
| ----- | ----- | ----- | ----- | ----- |
| 7 690 | 7 993 | 8 066 | 8 462 | 8 665 |

## Politique et administration

### Administration locale
Le conseil comprend huit membres élus pour un mandat de quatre ans, qui élisent parmi eux le maire pour deux ans. À la suite des élections du 4 décembre 2021, le conseil est formé de huit indépendants. Julia Cornwell McKean est alors la première personne d'origine autochtone à être élue membre du conseil de Berrigan puis maire en septembre 2023. Les dernières élections ont eu lieu le 14 septembre 2024.

### Liste des maires
| Période        | Période        | Identité              | Étiquette    | Qualité |
| -------------- | -------------- | --------------------- | ------------ | ------- |
|                | septembre 2012 | John Bruce            | Indépendant  |         |
| septembre 2012 | septembre 2016 | Bernard Curtin        | Indépendant  |         |
| septembre 2016 | septembre 2023 | Matt Hannan           | Indépendant  |         |
| septembre 2023 | en fonction    | Julia Cornwell McKean | Indépendante |         |

### Circonscriptions électorales
La zone est rattachée à la circonscription de Farrer pour les élections fédérales et à celle du Murray pour les élections à l'Assemblée législative de Nouvelle-Galles du Sud.